# Guépard (bateau)
Pour les articles homonymes, voir Guépard (homonymie).
Le Guépard est une classe de dériveur houari conçue par Étienne Riguidel.